# Abbaye de Stavelot
L'abbaye de Stavelot est un monastère bénédictin ayant existé entre 651 et 1804. L'ancien monastère est situé à Stavelot, dans la province de Liège, en Région wallonne de Belgique. Fondé en 651, le monastère était associé à celui de Malmedy, c'est-à-dire qu'un même abbé présidait aux destinées des deux monastères.
Au IXe siècle, l'abbaye joua un rôle culturel important en Lotharingie. Mais en 881 et 883, l'abbaye subit successivement deux invasions par les Normands et se retrouva en ruine. Après la période des comtes-abbés, en 962, l'abbaye de Stavelot devint impériale et, dès lors, ses abbés portèrent le titre de « Prince de l'Empire ». L'abbaye fut donc le siège d'une principauté ecclésiastique qui régna sur une grande partie du nord de l'Ardenne et une petite partie du Condroz, jusqu'à Logne.
Du XIIe au XVe siècle, l'abbaye de Stavelot connaitra un long déclin, puis une période de renouveau entre 1500 et 1650. Cependant, de 1793 à 1804, à la suite de la révolution française, les moines furent expulsés de leur abbaye, qui fut saccagée et pillée par les révolutionnaires. L'abbatiale fut vendue et démolie ; c'est la fin de la principauté de Stavelot-Malmedy.

## Historique

### Fondation et rayonnement culturel (650-850)
Le monastère est fondé en 651 par saint Remacle, grâce aux libéralités de Sigebert III, roi d'Austrasie entre 647 et 650. En effet, dès le VIIe siècle, les donations royales avaient doté Stavelot d'un domaine que les immunités mérovingiennes et carolingiennes soustrayaient à l'action directe des fonctionnaires. Ce domaine, d'après le diplôme de Childéric II, de 670, s'étendait de la Baraque Michel à la Warche, à la Salm, à l'Amblève et au Roannay.
Un même abbé préside aux destinées des monastères de Stavelot et de Malmedy,. En 685, est construite la première église abbatiale par l'abbé Goduin, dédiée aux saints Martin, Pierre et Paul. Les reliques de saint Remacle y sont conservées.
Au IXe siècle, l'abbaye joue un rôle culturel important en Lotharingie, notamment grâce à Christian de Stavelot.

### Invasions des Normands (850-880)
En décembre 881, l'abbaye subit les invasions des Normands. Les moines s'enfuient avec leurs trésors et leurs reliques. En 883, nouvelle invasion des Normands. L'abbé Odilon fait reconstruire l'abbaye en ruine, laquelle se relèvera en 938.

### Période des comtes-abbés (880-960)
Entre-temps, les catalogues des abbés de Stavelot citent dans les dernières années du IXe siècle, en 891 et en 895, un comte-abbé Liutfrid ; il avait possédé un bénéfice royal à Bihain. Après lui, Régnier Ier fut doté de l'abbaye jusqu'à sa mort en 915 ; il y eut pour successeur Évrard, dans lequel il faut voir probablement le personnage auquel Henri Ier confia, en 925, la pacification de la Lotharingie. Gislebert reprit ensuite la succession de son père et conserva l'abbaye jusque vers 939. Le duc Conrad le Roux obtint ce même bénéfice, mais on sait qu'il fut disgracié en 953.
Les comtes-abbés de cette première période n'étaient pas nécessairement les chefs immédiats du territoire ; mais lorsqu'ils disparurent, c'est-à-dire au milieu du Xe siècle, ce furent en règle générale les comtes qui exercèrent l'avouerie sur les établissements ecclésiastiques de leur circonscription. Les premiers avoués de cette espèce à Stavelot sont des membres de la famille dite de Luxembourg (descendants de Sigefroid de Luxembourg),.

### Période des abbés, princes de l'Empire (960-1150)

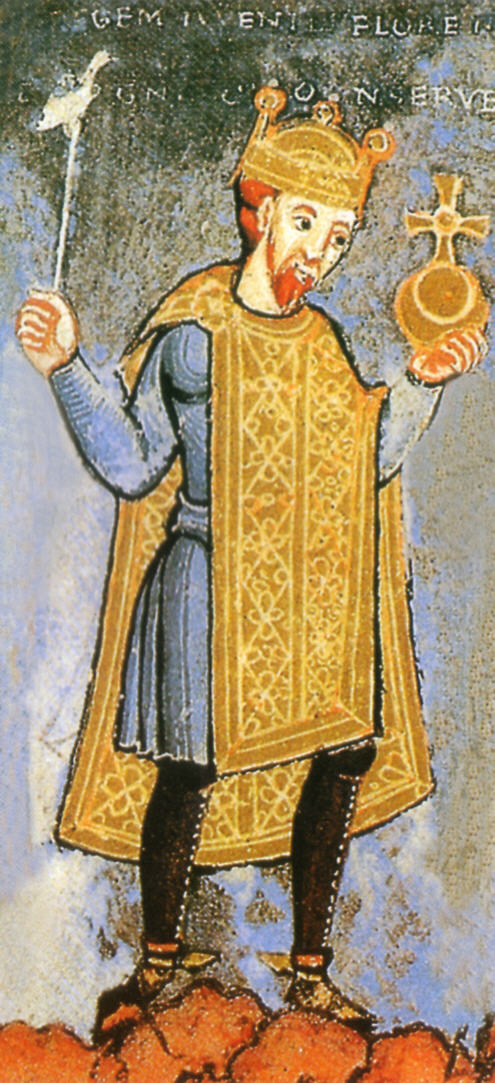
Henri III du Saint-Empire, se considère comme le chef temporel et spirituel de la chrétienté

Notons qu'en 962, l'abbaye de Stavelot devient impériale et, dès lors, ses abbés portent le titre de Princes de l'Empire.
- 1021 : Avènement de l'abbé Poppon. Mort en 1048, il est connu pour avoir sauvé la fondation de Saint-Remacle[1]. Grand bâtisseur, Poppon fera construire une imposante abbatiale romane de plus de cent mètres de long. Cette nouvelle église fut consacrée le 5 juin 1040 en présence de l'Empereur d'Allemagne Henri III.
- 1098 : naissance de Wibald de Stavelot à Chevrouheid, petit hameau des environs de Stavelot. Wibald jouera sur la scène internationale un rôle religieux capital pour la région et notamment pour les abbayes de Stavelot-Malmedy. Il y est abbé entre 1130 et 1158, reconnu comme une des grandes figures monastiques de son temps, en tant qu'humaniste, théologien, protecteur des arts et des artistes, conseiller des empereurs[1]. L'abbaye connut ainsi un grand éclat au XIIe siècle[1].

### Long déclin (1150-1500)
Du XIIe au XVe siècle, l'abbaye de Stavelot va connaitre un long déclin.

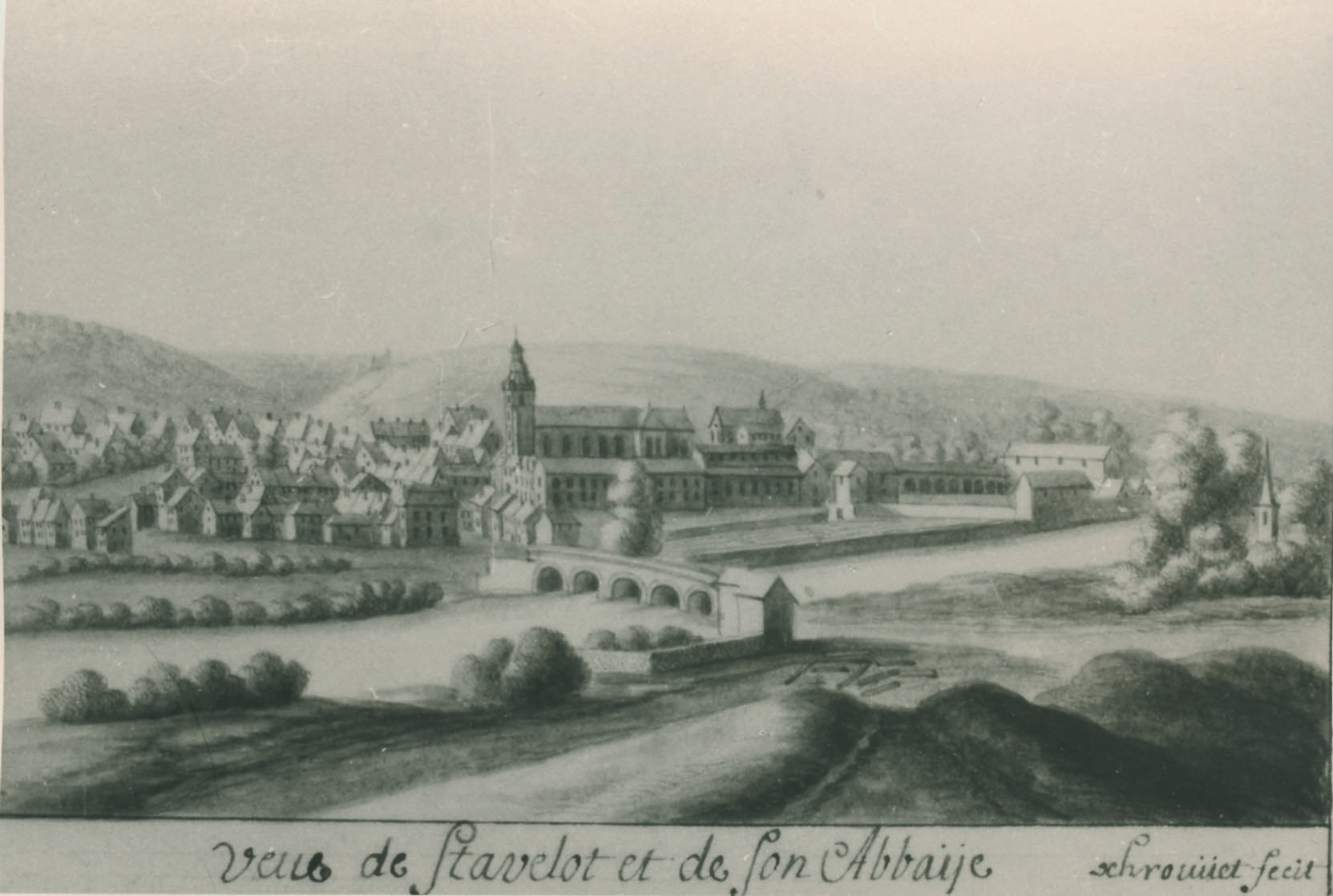
Stavelot et son abbaye (gravure de M.A. Xhrouet.

### Renouveau (1500-1650)
- 1501 : Guillaume de Manderscheidt, abbé entre 1499 et 1546[1], reconstruit l'église abbatiale vétuste, en style gothique. Il est un abbé remarquable, restaurant matériellement et spirituellement les deux abbayes[1]. La discipline religieuse est ainsi rétablie. Il fait bâtir en outre le château de Stavelot où les princes de Bavière (1581-1660), puis ceux de Furstenberg se succédèrent[1].
- 1659 : construction du couvent des Capucins.

### Vicissitudes et fin (1650-1800)
- 1689 : le 4 octobre les troupes de Louis XIV ravagent et incendient la ville, il ne restera que l'abbaye, la basse-cour… Plus de 360 maisons sont détruites.
- 8 août 1690 : le pape Alexandre VIII promulgue que, désormais, l'abbaye sera remise à la libre élection des moines[1].
- 1701 : la foudre détruit en partie le clocher de l'église abbatiale.
- De 1741 à 1753 : construction de la nouvelle abbaye de Stavelot, plus vaste, par l'abbé Joseph de Nollet[1].
- 1750 : construction de la nouvelle église primaire dédiée à Saint Sébastien.
- 1793 à 1804 : les moines sont expulsés de leur abbaye. Elle est saccagée et pillée par les révolutionnaires. L'abbatiale est vendue et démolie. Fin de la principauté de Stavelot-Malmedy.

## Liste des abbés
- Jean d'Enghien
- François-Antoine de Lorraine (1689-1715), frère du duc Léopold de Lorraine, Prince-Abbé de Malmedy et de Stavelot

## Rétablissement de la tradition monastique
- En 1950, les moines bénédictins rétablissent l'ancienne tradition monastique de Stavelot en fondant le monastère Saint-Remacle de Wavreumont qui fait partie de la congrégation de l'Annonciation au sein de la confédération bénédictine.

## Patrimoine architectural
Le souvenir de l'abbaye se perpétue, au travers de son architecture, par un ensemble d'édifices dont certains sont en ruines.
De l'ancienne abbatiale subsiste la base de la tour, datée 1536 au-dessus de la porte d'entrée. L'abbatial portait son clocher à plus de 100 m de hauteur. On y remarque aussi une voûte en étoile du XVIe siècle et une tourelle contenant un escalier en spirale. Un Musée de la Tannerie y est installé.
Le porche d'entrée de l'abbaye, daté 1522 et 1677, porte l'écu des Manderscheidt. Dans la cour d'honneur, on aperçoit, du côté nord, les dépendances datant de 1714 ; à droite, le local du conseil de la principauté (1717) qui contient le musée ; en face, une construction à fronton armorié (1780-1786), l'hôtel de ville.
Une seconde cour, jadis le préau, est entourée d'anciens bâtiments monastiques du XVIIIe siècle, où se sont installés l'hospice, l'orphelinat, l'hôpital, ces grands bâtiments présentant des caves voutées. Dans l'aile sud, on trouve une grande salle ayant servi de réfectoire, contenant des stucs remarquables du Liégeois Duckers. On peut découvrir à cet endroit un grand poêle armorié en fonte, de 1708.

## Patrimoine culturel

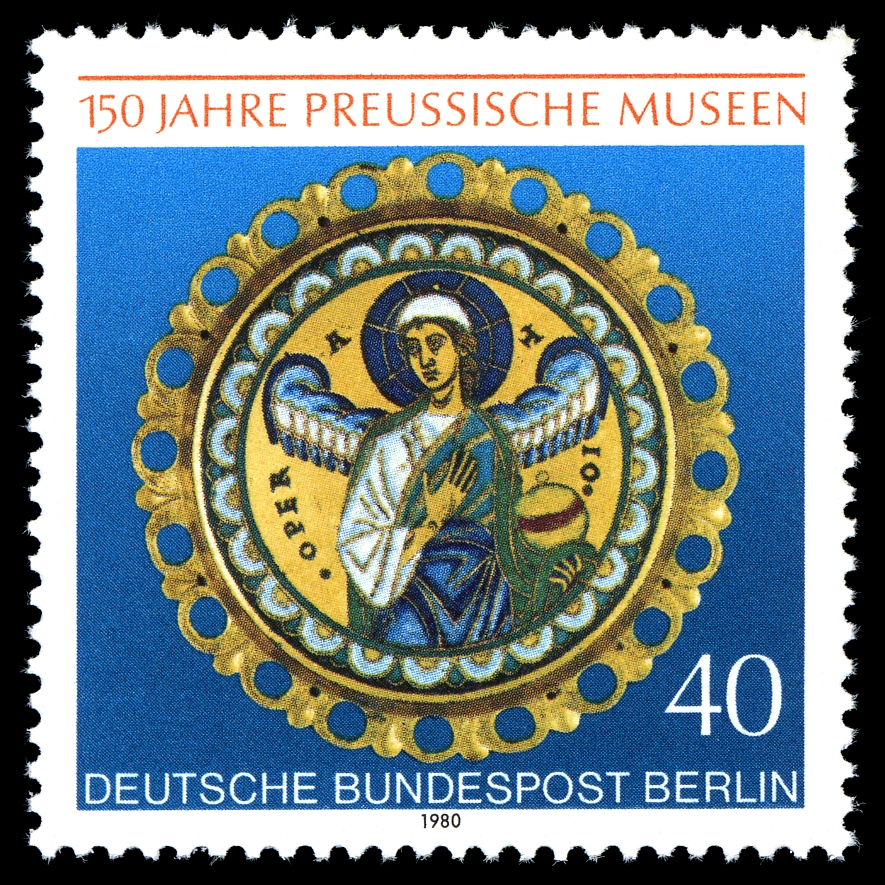
Timbre représentant le médaillon OPERATIO

Une partie des œuvres sont dispersées entre des musées de New-York, Londres, Berlin, Francfort et Paris.
L’église Saint-Sébastien de Stavelot (paroissiale) abrite cependant en ses murs un riche patrimoine culturel et sacré, dont une partie importante provient de l’ancienne abbaye de Stavelot :
- la châsse de saint Remacle, datant de 1268 et provenant de l’ancienne abbaye, contient les reliques du saint. Elle se trouve dans le sanctuaire de l'église. Sur les côtés de la châsse, aux deux extrémités se trouvent le Christ, et sa mère Marie. Sur les flancs latéraux, dans des niches, les 12 apôtres avec saint Remacle et saint Lambert. La châsse est longue de 2,07 mètres, large de 0,60 mètre, et haute de 0,94 mètre. Cet objet d’art fait en cuivre doré est un beau spécimen d’art mosan ;
- la chaire de vérité en chêne sculpté, provient de l'ancienne église abbatiale (XVIIIe siècle). Les bustes des quatre Pères latins de l'Église y sont représentés : saint Ambroise, saint Jérôme, saint Augustin et saint Grégoire le Grand ;
- le buste-reliquaire de saint Poppon, célèbre abbé de l’abbaye de Stavelot (1628), dû à l'orfèvre liégeois Goesvin (XVIIIe siècle)[1].

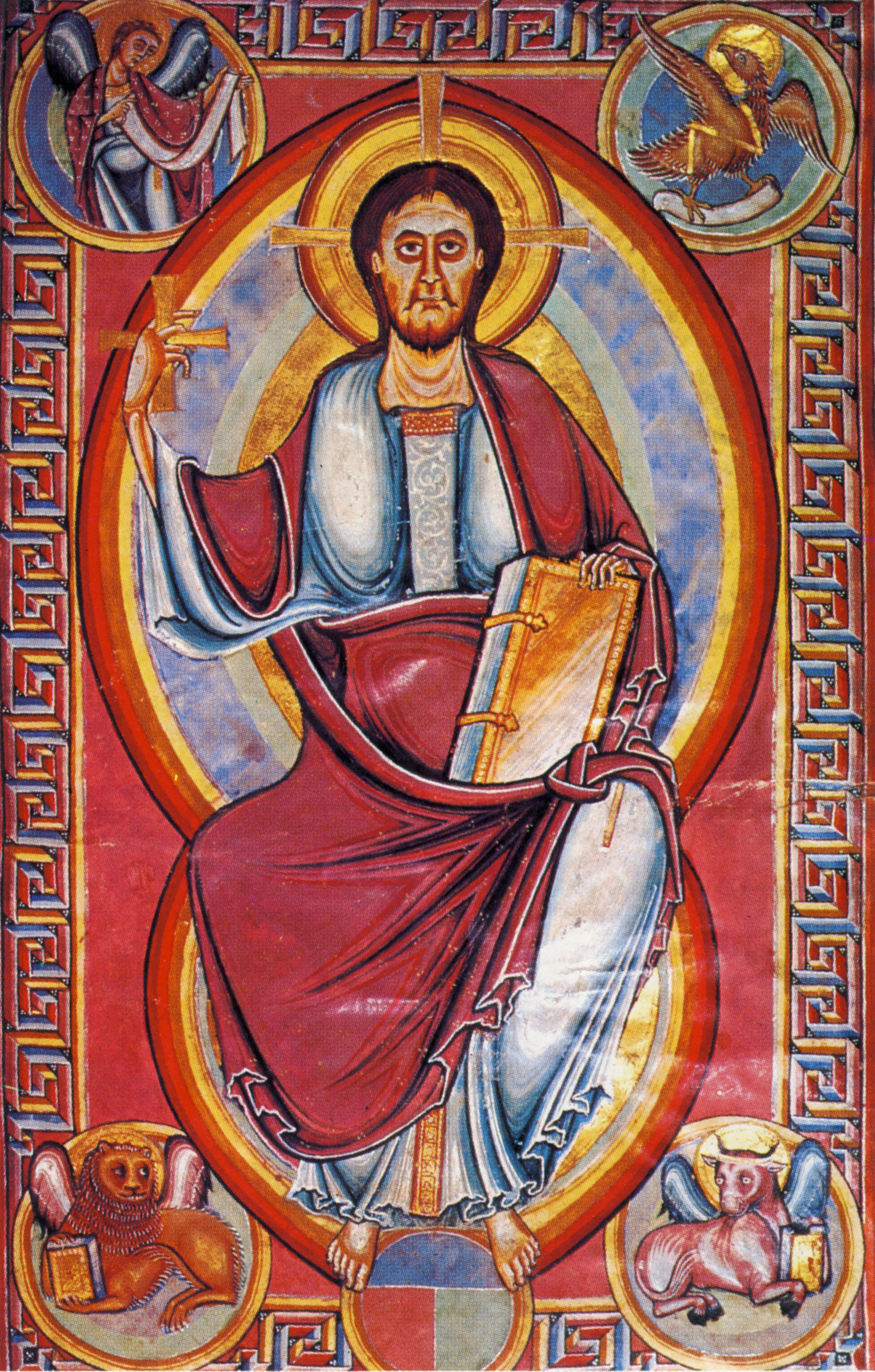
Le Christ en majesté de la Bible de Stavelot, British Library, Londres
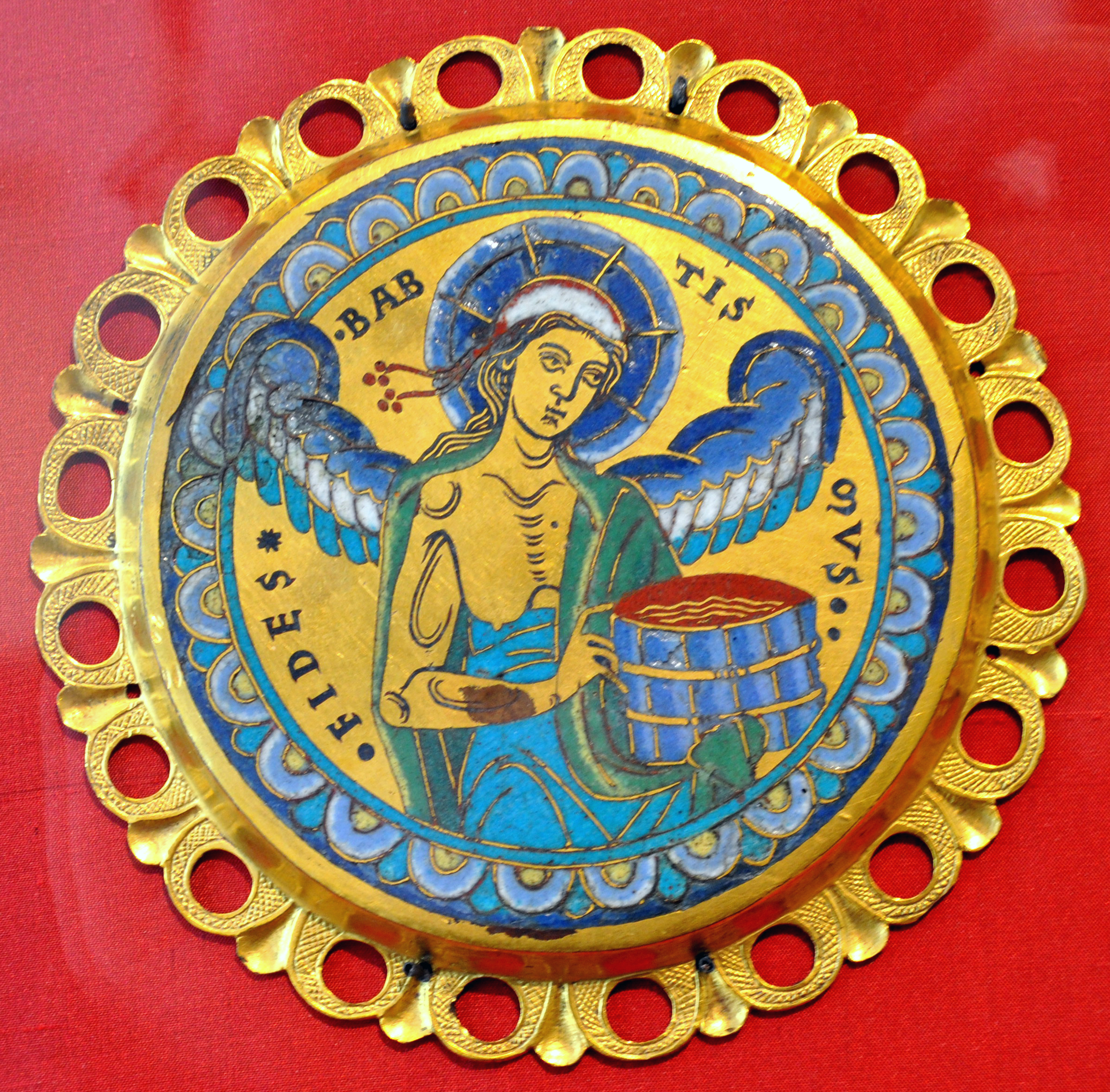
Médaillon FIDES et BAPTISMUS de l'ancien retable de Saint-Remacle, 1150, Musée des arts appliqués (Francfort)
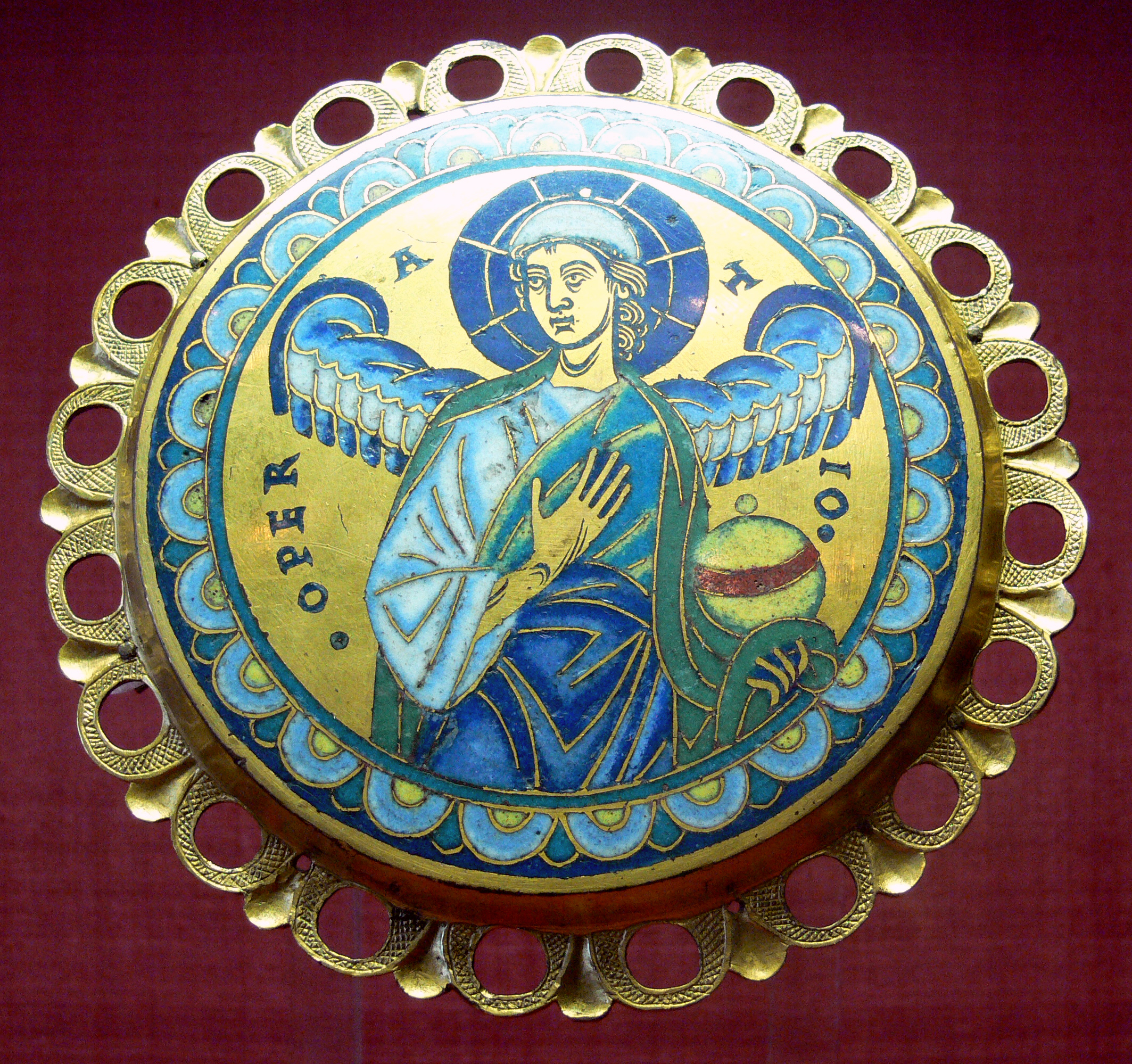
Médaillon OPERATIO de l'ancien retable de Saint-Remacle, 1150, Musée des arts décoratifs de Berlin
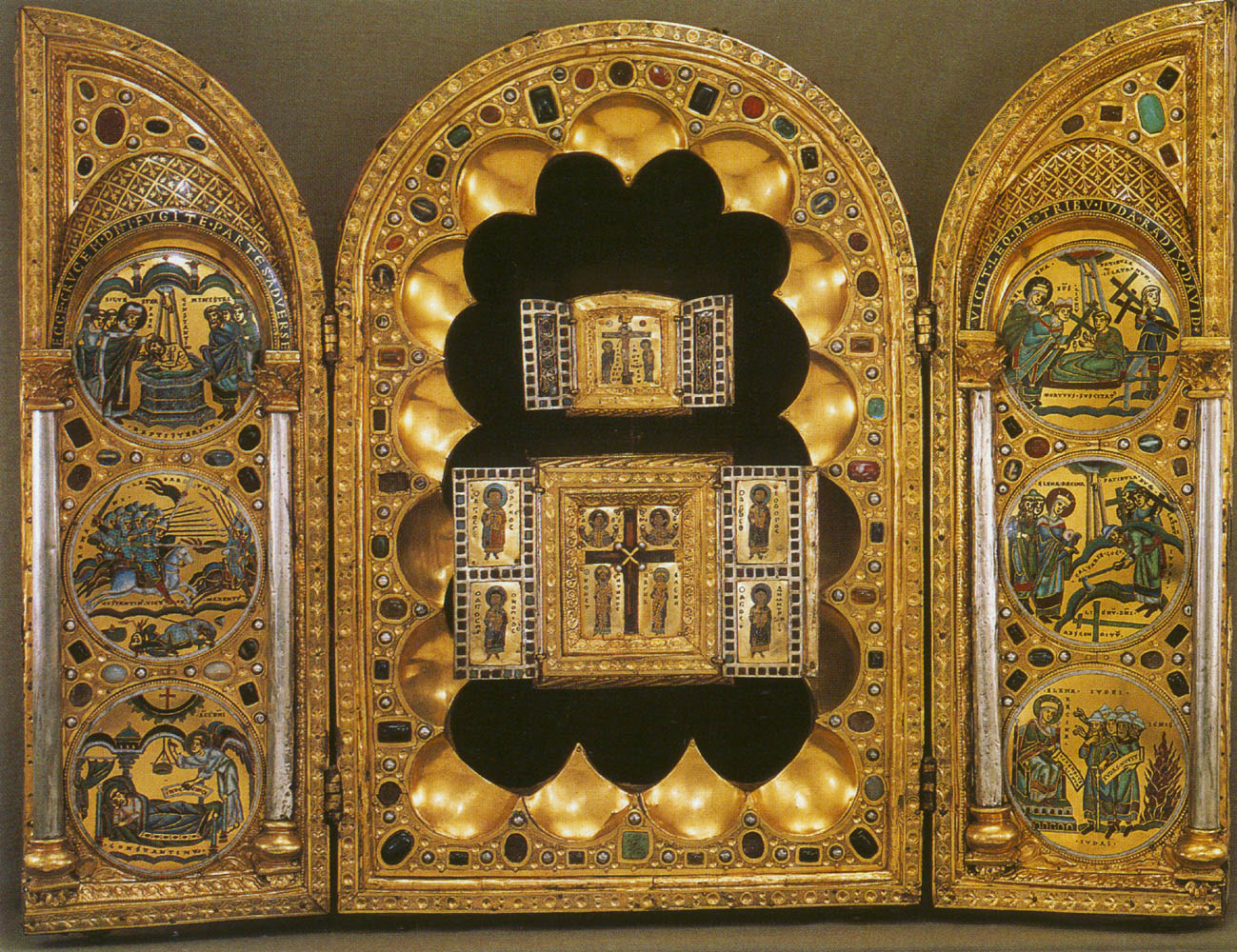
Triptyque de Stavelot, Morgan Library, New York
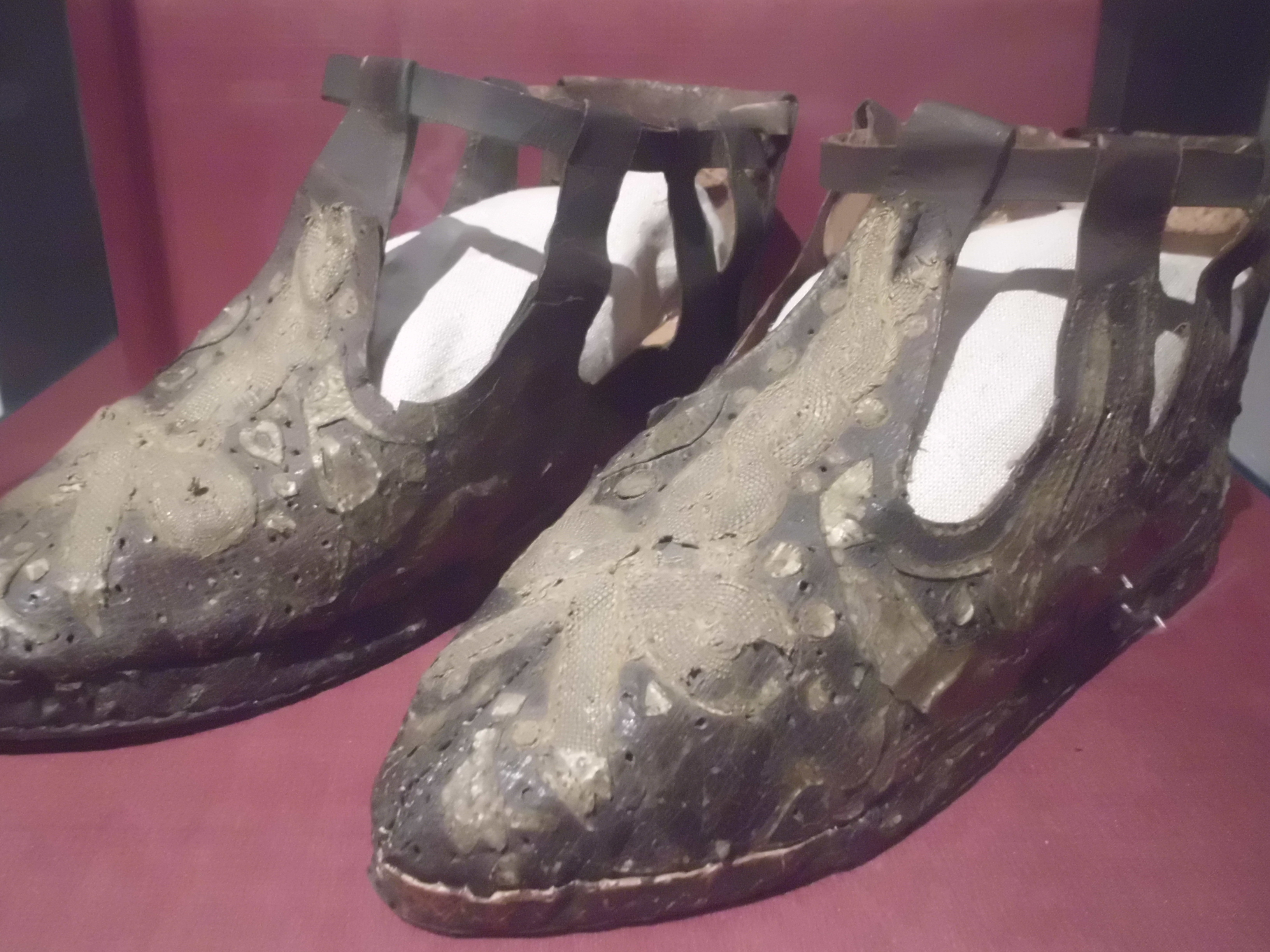
Chaussures liturgiques, atelier italien 12e siècle, Musée du Cinquantenaire
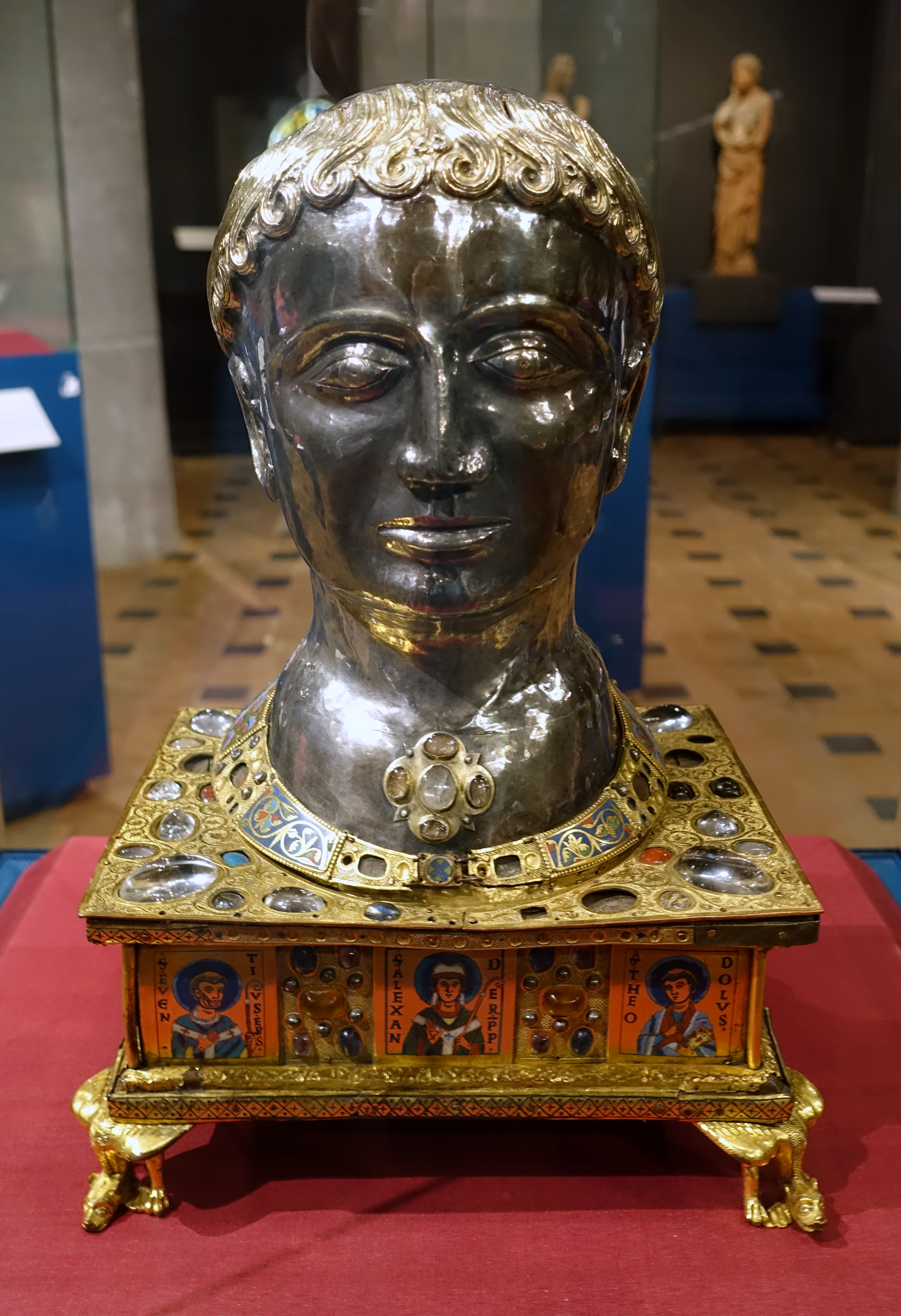
Reliquaire de la tête du pape Alexandre, vers 1145, Musée du Cinquantenaire
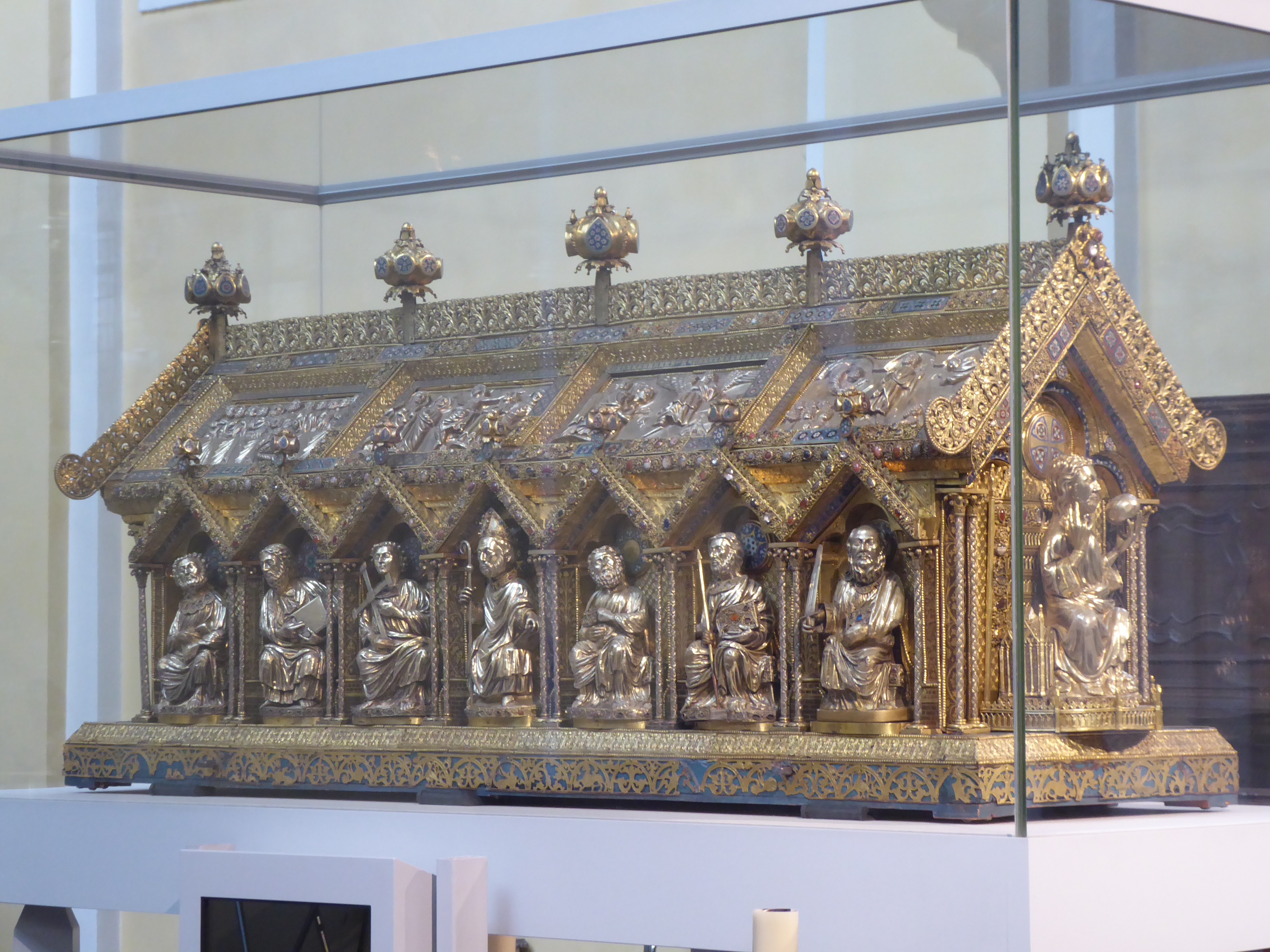
Reliquaire de St Remacle, 1268, église Saint-Sébastien de Stavelot
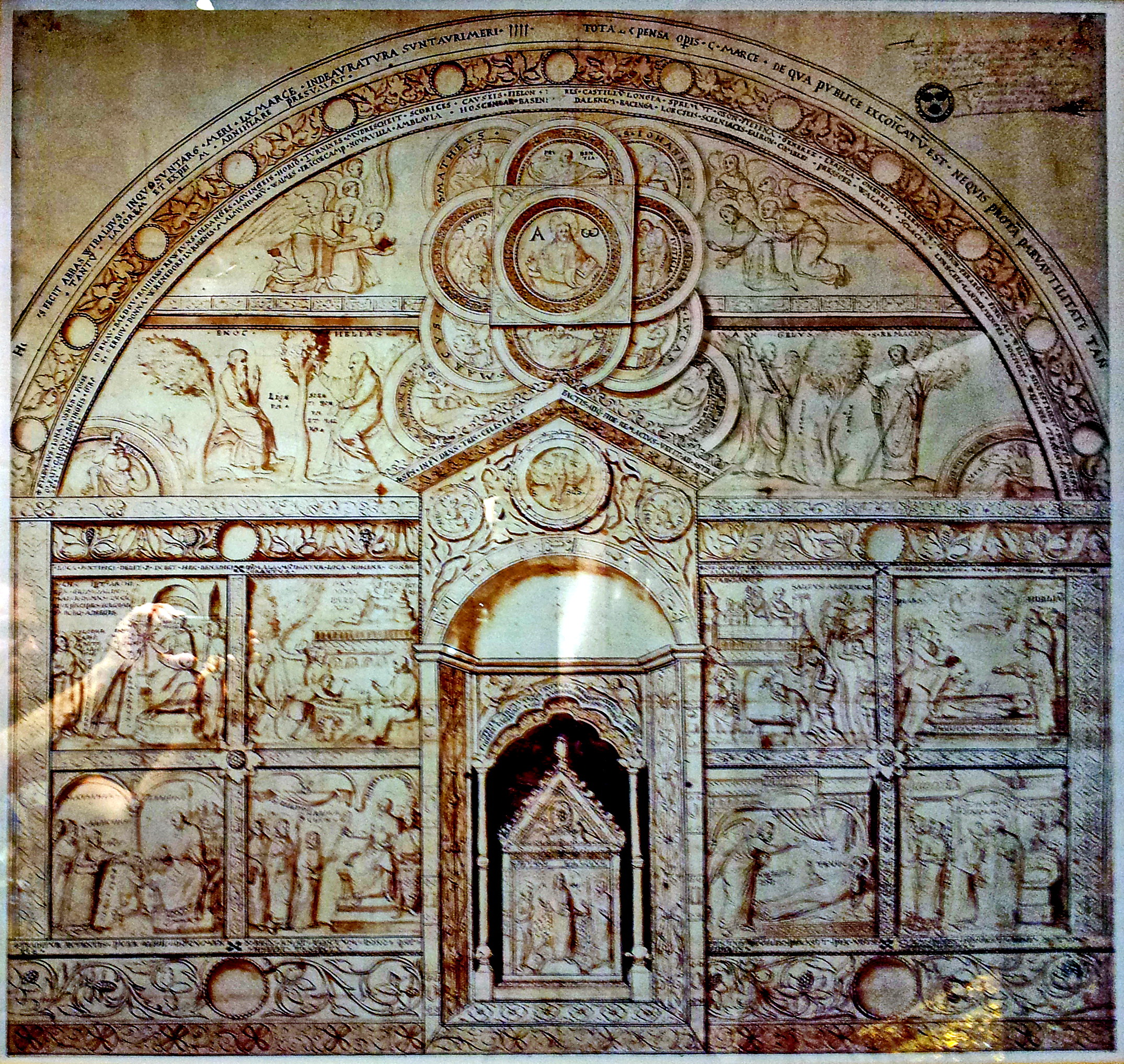
Dessin du retable de Saint Remacle en 1664, Liège, Grand Curtius
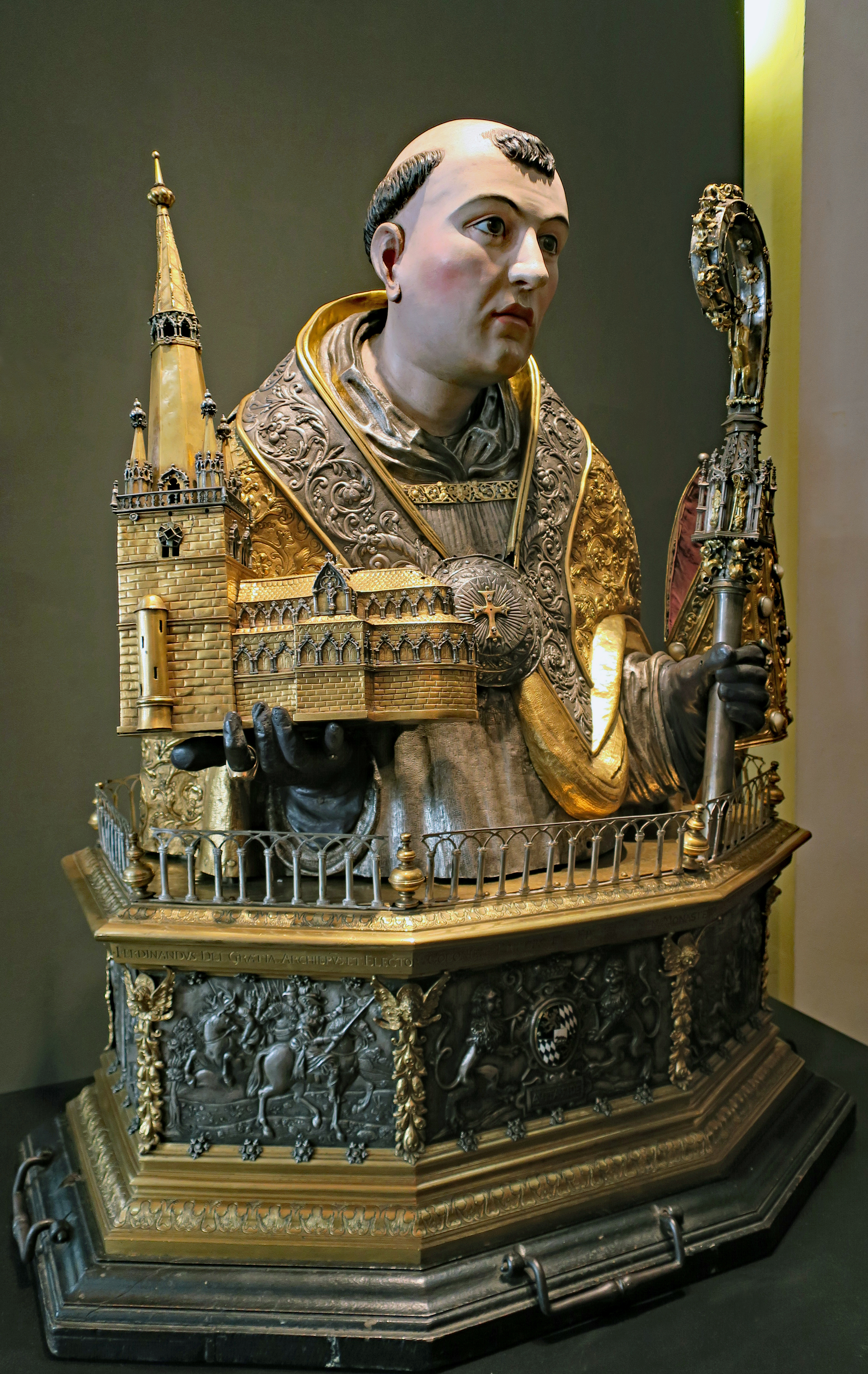
Buste reliquaire de Saint-Poppon, 1626. Église Saint-Sébastien de Stavelot

Le retable de la Pentecôte, issu de l'abbaye de Stavelot, est conservé au musée de Cluny à Paris. Réalisé vers le milieu du XIIe siècle, c'est l'une des plus belles productions de l'art mosan. Placé à l'arrière de l'autel, il représente la descente de l'Esprit Saint sur les apôtres le jour de la Pentecôte. La structure symbolise également l'Église, dont les apôtres sont les colonnes. Les figures en cuivre, individualisées et dotées de nimbes émaillés, sont travaillées au repoussé et dorées.

Retable de la Pentecôte
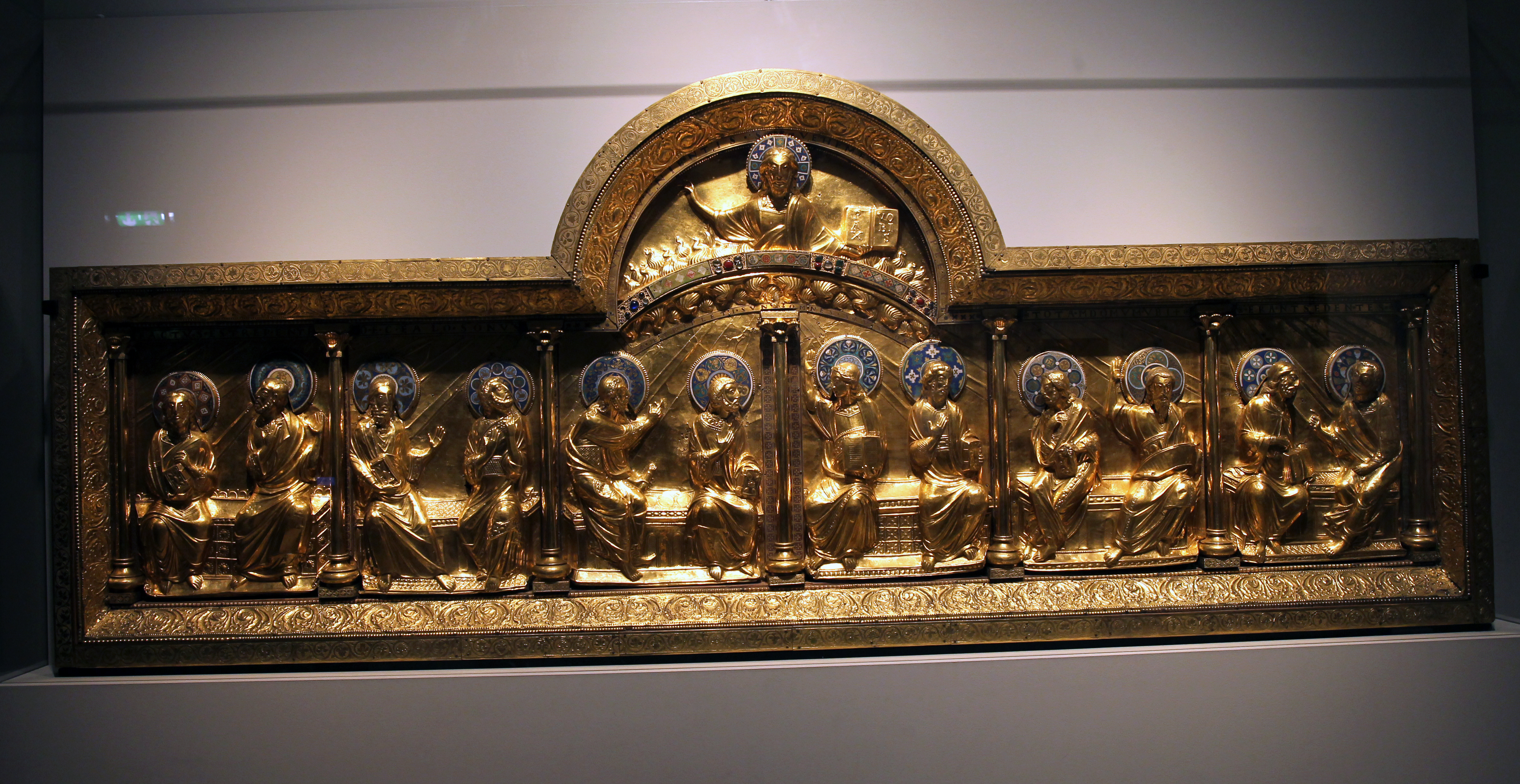
Vue d'ensemble
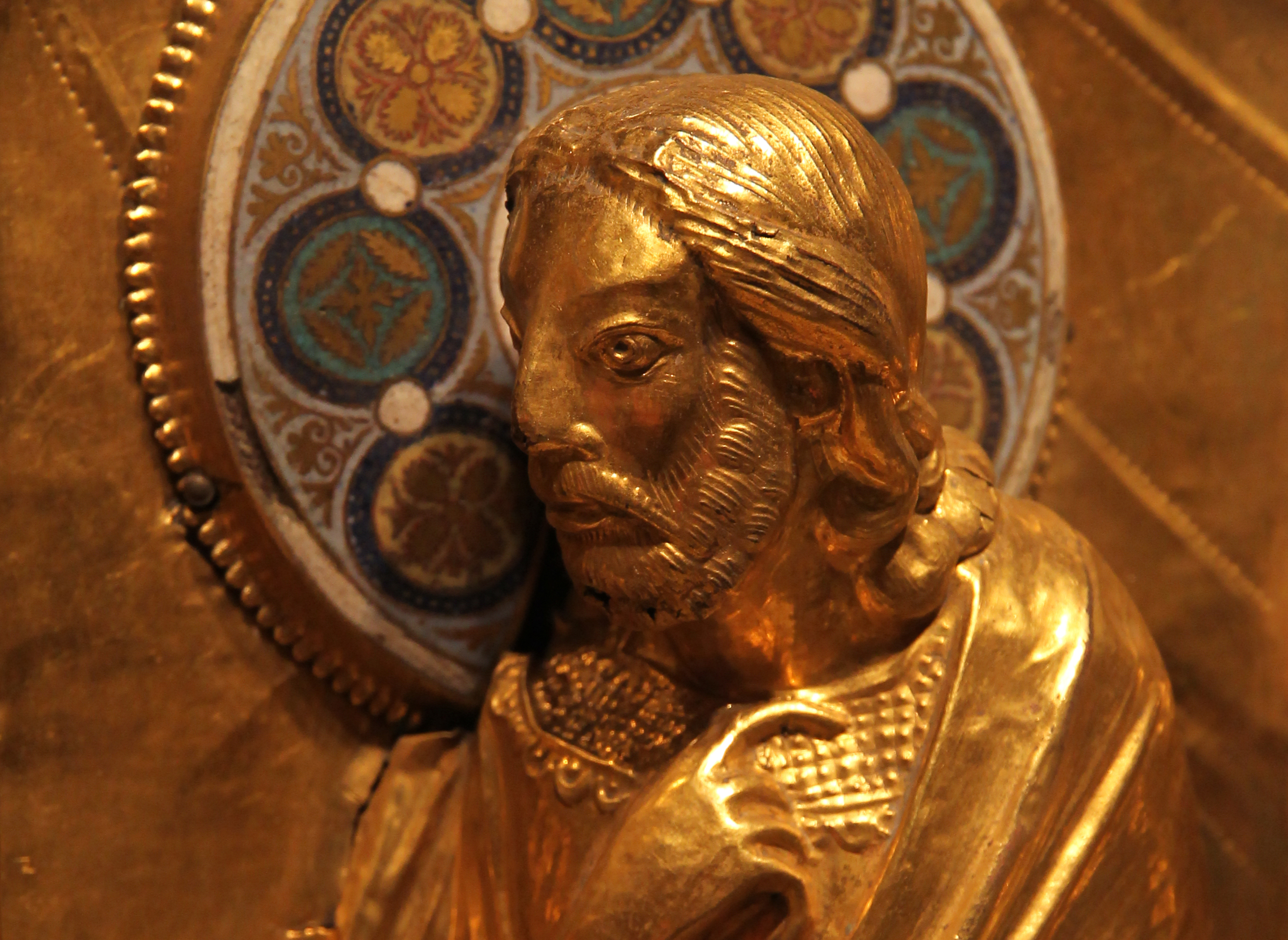
Détail
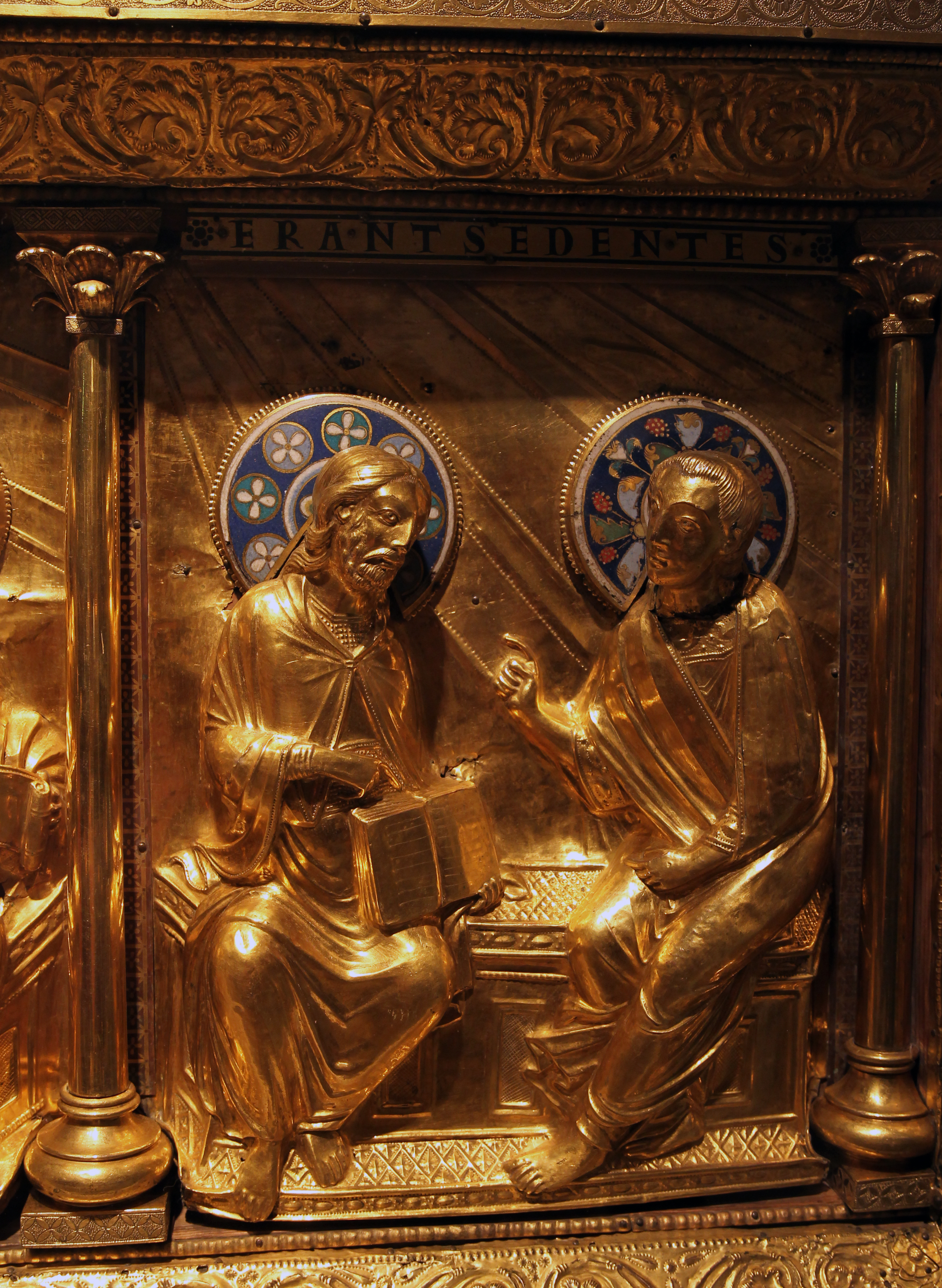
Détail

## Musées

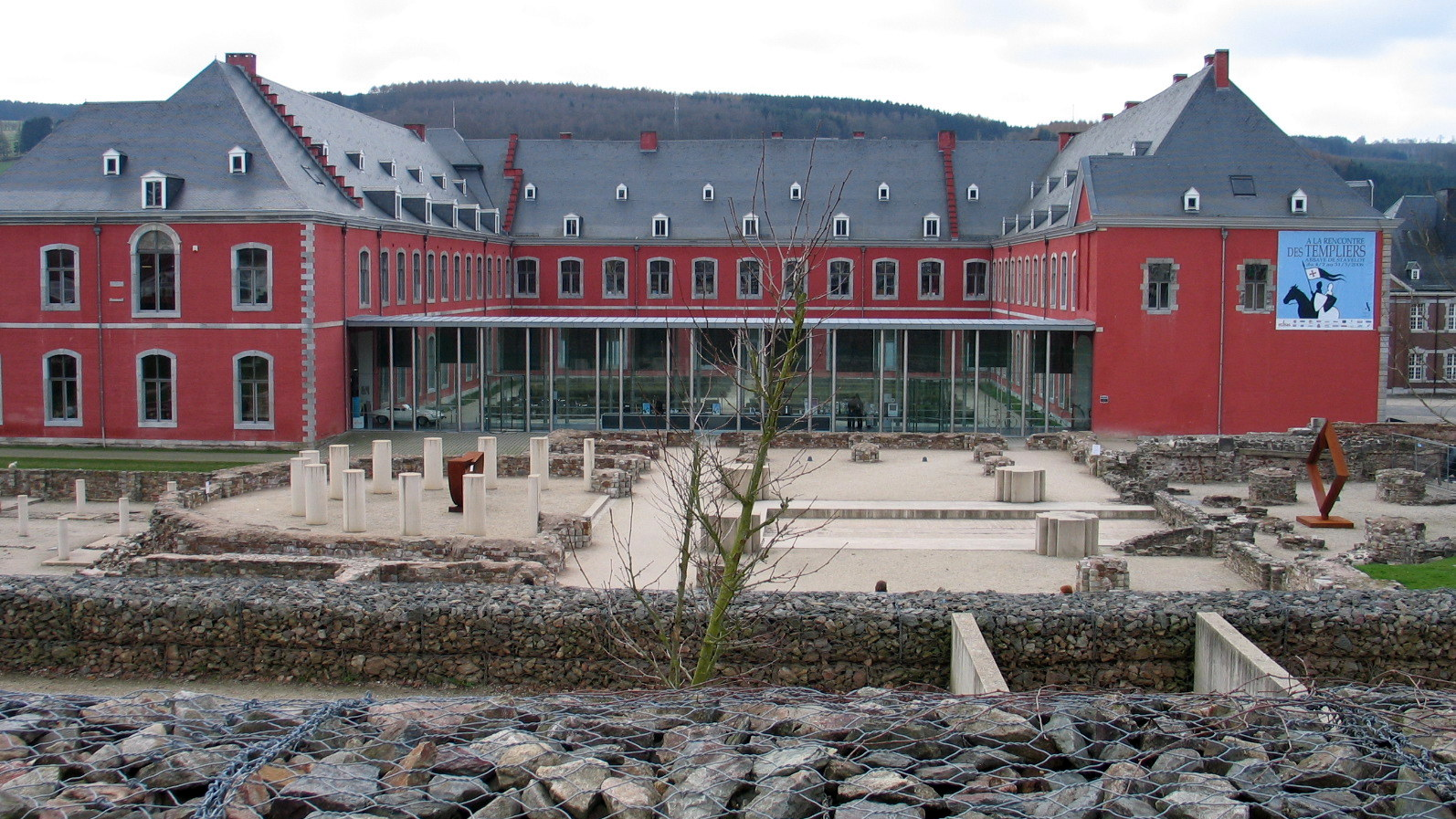
Bâtiments du XVIIIe siècle et fondations de l'église abbatiale

L'abbaye actuelle abrite trois musées :
- Le musée historique de la principauté de Stavelot-Malmedy. De nombreux panneaux explicatifs, des présentations audiovisuelles, objets divers et reconstitutions en trois dimensions illustrent de façon claire les périodes-clés qui ont marqué l'histoire de l'abbaye. On peut y découvrir entre autres deux sarcophages, six portraits d'abbés du XVIIIe siècle, un antiphonaire, des taques de cheminée, gravures, etc[1].
- Le musée Guillaume Apollinaire.
- Le musée du circuit de Spa-Francorchamps. Une exposition présente l'histoire du circuit de vitesse de 1896 à nos jours. Des documents inédits, une présentation sans cesse renouvelée de véhicules d'exception retracent la passion de la compétition, des pionniers à nos jours.

### Note
1. ↑  L'ensemble est qualifié de monastère double dans la source d'Émile Poumon, mais il s'agirait plutôt de monastères jumeaux, puisqu'ils n'accueillent que des moines et pas de moniales.